# Devoluzione di Ferrara
La devoluzione di Ferrara fu il momento di passaggio del governo della città di Ferrara dalla dinastia estense al diretto controllo dello Stato Pontificio. Alfonso II d'Este morì nel 1597 senza eredi legittimi e il suo successore designato Cesare d'Este non venne riconosciuto dalla Chiesa quindi papa Clemente VIII nel 1598 si riappropriò dell'antico feudo papale riportandolo sotto la sua diretta giurisdizione, esercitata attraverso i cardinali legati. La devoluzione segnò per la ex capitale del ducato il tramonto della sua grandezza e il ridimensionamento a semplice città di provincia.

## Storia

### Premesse
Il ducato di Ferrara, almeno a partire dal periodo del governo di Ercole II d'Este, entrò in una situazione delicata per i suoi rapporti con la Santa Sede, in particolare a causa della moglie del duca, Renata di Francia, troppo vicina alle posizioni calviniste e che, proprio per questo, venne allontanata da Ferrara dal figlio Alfonso II d'Este nel 1560 subito dopo la sua salita al potere.
Pochi anni dopo, nel 1567, papa Pio V pubblicò la bolla pontificia Prohibitio alienandi et infeudandi civitates et loca Sanctae Romanae Ecclesiae nella quale ribadì la necessità di una discendenza legittima perché la casata potesse rimanere al potere..

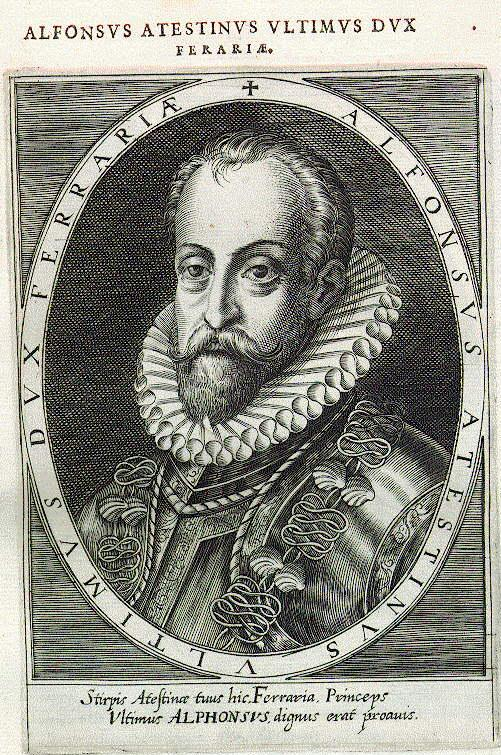
Alfonso II d'Este.

#### Ruolo di Alfonso II d'Este
Secondo lo storico tedesco Leopold von Ranke nella perdita di Ferrara da parte degli Este l'ultimo duca Alfonso II giocò un ruolo forse determinante. Occorre considerare che gli estensi furono una dinastia certamente attenta alle arti e alla cultura, alle alleanze politiche e al mantenimento di una corte a livello delle altre grandi corti italiane ma non lo fu altrettanto per le condizioni nelle quali si trovava la popolazione, in particolare nell'ultima fase della loro presenza a Ferrara. Molte grandi opere di manutenzione relative al controllo degli argini vennero tralasciate, spesso si verificarono inondazioni e i rami del Po che scorrevano vicino alla città si insabbiarono, interrompendo i commerci fluviali. Durante il periodo del governo di Alfonso II Michel de Montaigne visitò Ferrara e la trovò bella, con vie larghe e palazzi signorili, ma vuota, senza molti abitanti.
Un fattore da considerare in questa fase finale degli Este a Ferrara fu il modo col quale il duca manteneva il potere, con pugno di ferro e con un'attenzione enorme alla sua successione. Quest'ultima non poteva ignorare la preoccupazione legata alla bolla di papa Pio V, quindi Alfonso II tentò inutilmente di avere un figlio, sposandosi per tre volte ma sempre senza poter avere eredi. Iniziò quindi a muoversi tentando di contattare indirettamente papa Sisto V, ma questi morì prima che si potesse concretizzare una soluzione positiva. Un nuovo tentativo fu realizzato con Gregorio XIII e sembrò che si fosse arrivati quasi alla meta con la stesura di una nuova investitura. Nel documento però, per volontà di Alfonso II, non fu anticipato il nome del successore designato, quindi quest'ultima occasione venne persa con la morte del papa. Trascorsero anni durante i quali il duca ottenne l'investitura imperiale per Cesare d'Este con la richiesta tuttavia del mantenimento del segreto di quell'intesa, anche nei confronti della chiesa. La concessione imperiale che riguardava Modena e Reggio costò al duca la somma non eccessiva di 400.000 scudi ma non fu sufficiente per risolvere il problema maggiore, legato a Ferrara. La scelta della segretezza si rivelò determinante quando, salito al soglio pontificio Clemente VIII, il nuovo papa si rivelò determinato a riprendere il controllo del ducato e, in un concistoro segreto, confermò la bolla di Pio V ed ignorò gli accordi incompleti già raggiunti con Gregorio XIII. Lo stesso Cesare d'Este, del resto, fu convocato dal duca per avere la comunicazione di essere il futuro capo dello stato solo quando Alfonso era ormai in punto di morte.

#### Ruolo di Cesare d'Este

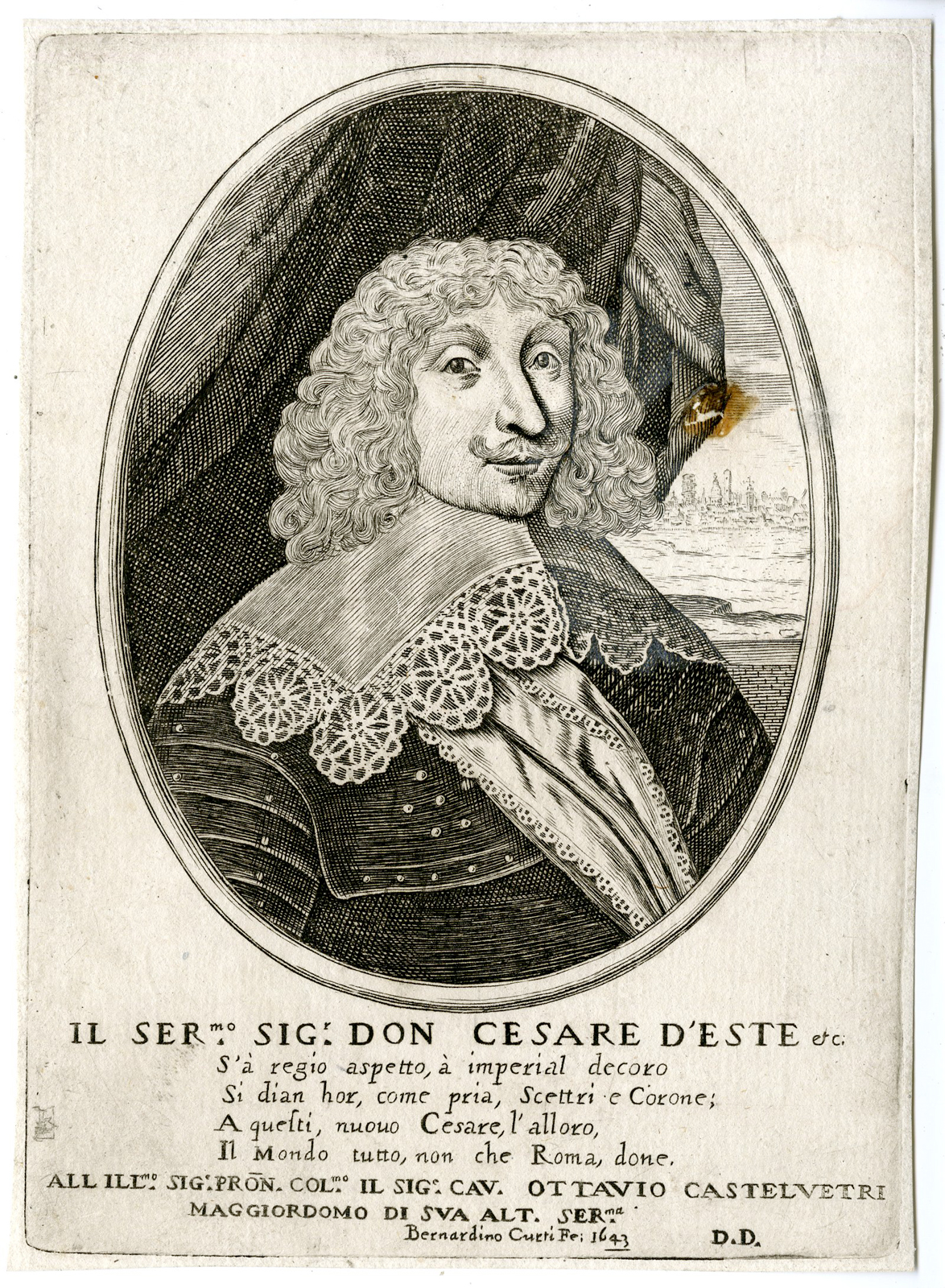
Cesare d'Este.

Alla morte di Alfonso II Cesare venne proclamato duca di Ferrara dal magistrato dei Savi e anche il vescovo Giovanni Fontana benedisse tale investitura. Cesare tuttavia si rese conto della situazione sempre più difficile sia per il suo ruolo nel ducato sia per le sorti stesse della dinastia estense. Iniziò a predisporre le difese militari contro possibili attacchi esterni e decise di rimanere nella capitale mandando a Modena per assumerne il governo al suo posto il fratello Alessandro. A Ferrara non tutti erano a suo favore e il malcontento era diffuso tra il popolo e anche tra parte della nobiltà che apparteneva alla sua corte.
La più accesa oppositrice del nuovo duca fu Lucrezia d'Este, che ormai da anni odiava gli Este. Nel 1575 il suo amante Ercole Contrari era stato fatto uccidere da Alfonso II dopo che la loro relazione era stata scoperta. Alcune potenze italiane ed europee intanto iniziarono a prendere posizione sempre più netta in favore del papato, poiché le intenzioni di Clemente VIII erano note. Non si esclude che Cesare in quel periodo sia sfuggito ad una congiura che minacciò la sua stessa vita ordita dai Gonzaga di Mantova. Gli antichi alleati lo abbandonarono, Enrico IV di Francia si schierò dalla parte della Chiesa e mise a disposizione un suo esercito. Il papa intanto mandò un corpo di spedizione forte di quasi 30.000 soldati a Faenza, senza attendere aiuti esterni, inoltre il 23 dicembre 1597 scomunicò Cesare.
In varie città, alla notizia della scomunica, iniziarono a manifestarsi disordini e ad esempio a Comacchio il popolo assalì e saccheggiò la Delizia le Casette. Cesare tentò di trovare un accordo mandando a trattare con l'emissario del papa a Faenza proprio la sua più accesa nemica, Lucrezia d'Este, sottovalutando il suo odio per gli Este e pensando probabilmente che la nota vicinanza di Lucrezia a Roma potesse aiutarlo.
L'incontro tra l'ambasciatrice e Pietro Aldobrandini ebbe luogo a Faenza e il 12 gennaio 1598 fu concordata la Convenzione faentina. Questo accordo concesse il dominio di Ferrara alla Santa Sede e comprese, nei territori che sarebbero entrati sotto il controllo diretto pontificio, anche aree che non facevano parte con certezza del feudo papale e che avrebbero potuto rimanere agli Este, come Comacchio, Lugo, Bagnacavallo, Conselice a varie altre. Cesare fu così costretto ad accettare tutte le peggiori condizioni e a prepararsi ad abbandonare Ferrara.

## Devoluzione

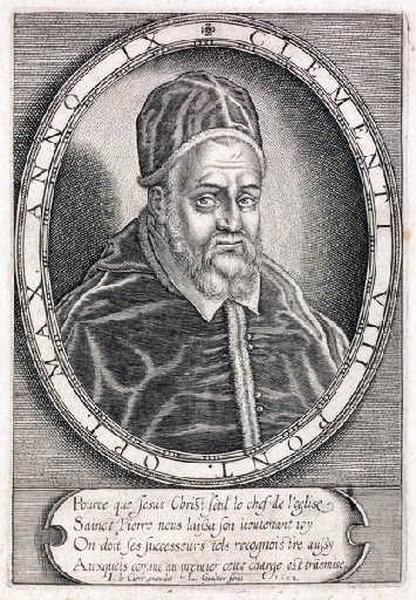
Papa Clemente VIII.

Alla morte di Alfonso II d'Este, avvenuta nel 1597, la mancanza di eredi legittimi permise al papa Clemente VIII di non riconoscere a Cesare d'Este, cugino del duca morto (era figlio del nobile Alfonso, fratellastro legittimato del padre Ercole II d'Este) il titolo di duca di Ferrara.
Clemente VIII, prima di essere elevato al soglio pontificio, fu ospitato con la sua famiglia in fuga da Firenze per vari anni nella prima metà del XVI secolo nella palazzina Cremonini nell'allora via dei Prioni (poi corso Porta Mare), a Ferrara, quindi conosceva bene la città estense.
Cesare fu costretto a lasciare la città, uscendo dalla porta degli Angeli, per recarsi a Modena e nel 1598 Ferrara rientrò sotto la diretta giurisdizione dello Stato Pontificio. La casata Este da quel momento mantenne il solo Ducato di Modena e Reggio.
Il momento del passaggio del potere generò timori anche nella comunità ebraica che da tempo si era inserita, malgrado inevitabili incomprensioni e anche ostilità da parte di alcuni, nel tessuto sociale ed economico cittadino. Alcuni iniziarono a pensare di allontanarsi per evitare sia i rischi personali sia la possibilità di perdita degli averi. Il giudice dei Savi Camillo Rondinelli emanò, a tal proposito, disposizioni atte a rassicurare gli ebrei ferraresi.
Quando il primo legato pontificio (il cardinale Pietro Aldobrandini, nipote del papa Clemente VIII) entrò in Ferrara il 29 gennaio 1598 con un seguito imponente fu accolto da parte della popolazione in festa con grida che inneggiavano alla Chiesa (e al papa) e chiedevano che fossero espulsi i giudei. L'Aldobrandini in breve tempo si interessò alla questione ebraica, poiché intendeva uniformare Ferrara con tutte le altre città dello Stato Pontificio, ma la sua intenzione era di farlo gradualmente, per non creare un contrasto troppo evidente ed immediato dopo secoli di accoglienza. Fece approvare la Costituzione Aldobrandini, che concedeva alcuni diritti agli ebrei ma poneva le basi per un loro progressivo isolamento sociale, politico e anche fisico.
Intanto anche il pontefice Clemente VIII, pochi mesi dopo la presa del potere da parte del suo rappresentante Pietro Aldobrandini, l'8 maggio del 1598, accompagnato da un imponente corteo, si recò in visita in città accolto da una grande folla.

## Conseguenze della devoluzione

### Trasferimento della corte estense a Modena
Dopo l'abbandono della città di Ferrara e di tutti i territori ad essa legati Cesare d'Este fu costretto a trasferire la sua corte in una delle altre due principali città per le quali aveva avuto l'investitura imperiale, Modena e Reggio Emilia. Anche per Comacchio, in realtà, esisteva sin dal 1354 l'investitura imperiale e non papale, ma in quella fase storica la vicinanza a Ferrara e alle terre della Romagna fece sì che anche quella città entrasse sotto il governo pontificio, come del resto avvenne pure per Cento, molto più vicina a Modena. In quegli anni di fine secolo Ferrara contava circa quarantamila abitanti, Modena ventimila e Reggio quindicimila. Cesare scelse Modena e con la corte estense si trasferirono a Modena molti cortigiani mentre altri concessero fiducia al nuovo governo cittadino. Tra questi ultimi però diversi, dopo i primi tempi, chiesero di essere riammessi alla corte di Cesare.
Col trasferimento della corte a Modena lasciarono Ferrara l'archivio di stato, molte delle opere d'arte raccolte dagli Este nelle loro varie residenze come il palazzo ducale, il castello e i camerini d'alabastro presenti al piano superiore della via Coperta e la biblioteca ducale (da ricordare, tra le innumerevoli opere che subirono questo destino la preziosa Bibbia di Borso d'Este). Le artiglierie degli Este, le famose bocche da fuoco orgoglio di Alfonso I d'Este e in alcuni casi opera del fonditore Annibale Borgognoni furono oggetto di trattative e Cesare, al riguardo, si accordò col rappresentante del papa in modo da dividerle equamente. Tra i pezzi più famosi la Regina e lo Spazzacampagna furono portati a Modena, mentre il Gran Diavolo e il Terremoto entrarono tra le disponibilità papali. Riguardo ad un'altra artiglieria famosa, la Giulia, questa si trovava già da tempo a Reggio Emilia. Margherita Gonzaga, vedova del defunto Alfonso II, portò via da Ferrara i beni di sua proprietà con 50 carri.

### Apertura del ghetto di Ferrara

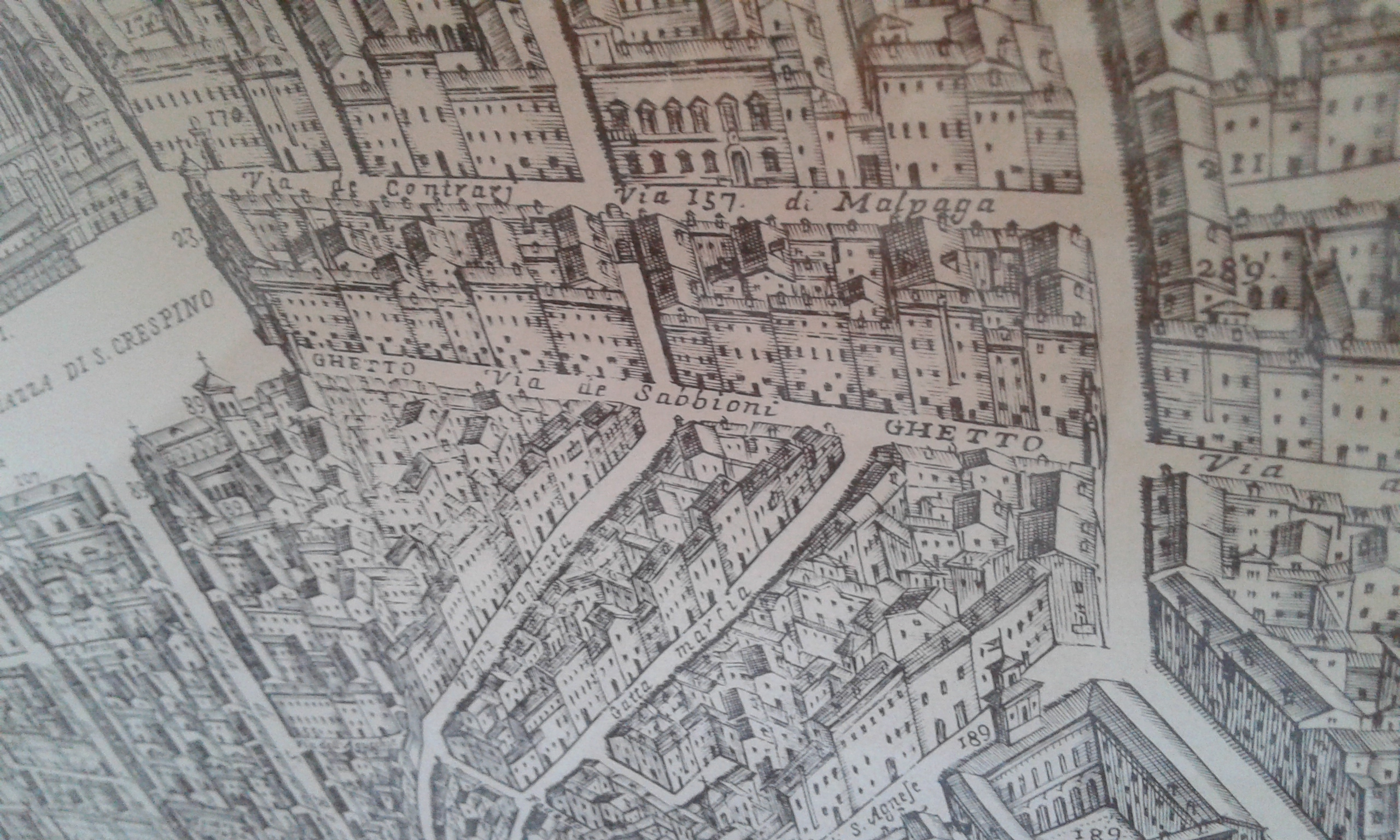
Il ghetto di Ferrara in una stampa di Andrea Bolzoni del 1747.

Dopo l'arrivo del cardinale e legato pontificio Pietro Aldobrandini all'inizio del 1598 lentamente la situazione della comunità ebraica della città mutò. Durante i primi anni venne imposto l'obbligo di portare un tessuto arancione sul cappello (che in realtà era sempre esistito anche con gli Este pur se mai fatto rispettare), poi venne vietata la possibilità di gestire la riscossione di dazi e di acquistare case, poi fu sancito l'obbligo di vendere tutte le abitazioni possedute con la sola esclusione di quella di residenza. Il legato spiegò la situazione al papa suo zio sostenendo che era preferibile mantenere gli ebrei a Ferrara invece di cacciarli, e questo almeno per due motivi. Il primo riguardava l'aspetto demografico perché la città, che verso la fine del XVI secolo contava circa quarantamila abitanti, si stava svuotando. Dopo i primissimi tempi del governo pontificio aveva perduto circa un quarto della precedente comunità ebraica (stimata inizialmente in circa duemila persone) e almeno quaranta famiglie erano andate via, inoltre molti cattolici, oltre ai componenti della corte estense, avevano seguito Cesare a Modena. Il secondo era legato alla difficile situazione finanziaria della ormai ex capitale ducale e in particolare era problematica la gestione fallimentare dei monti di pietà, la prima forma di credito gestito a livello pubblico, ed era difficile poter immaginare di rinunciare ai banchi gestiti dagli ebrei. Le premesse per la nascita del ghetto, come esistevano in altre città, erano già presenti.

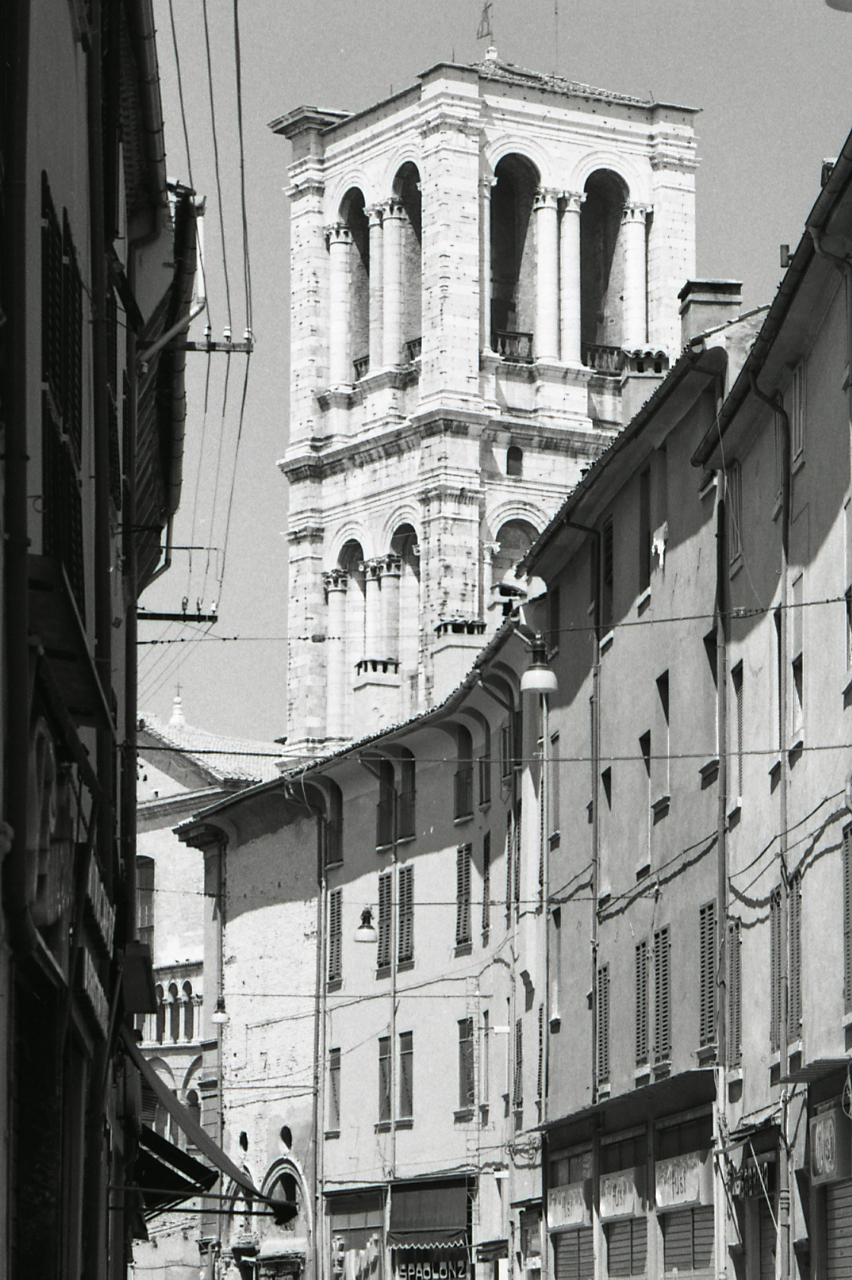
Via Mazzini in un servizio fotografico del 1974 di Paolo Monti.

La situazione in tal modo portò sia alla concessione ad alcune famiglie ebraiche di continuare a gestire parte del credito cittadino sia alla progressiva segregazione della comunità. Quando arrivò il 1627 il cardinale legato Giulio Cesare Sacchetti istituì ufficialmente il ghetto imponendo a tutti gli ebrei di avere la residenza solo in quel quartiere e di rimanervi chiusi da cinque grandi cancelli di accesso che erano stati posti nelle vie interessate. E questo avveniva dalle prime ore notturne sino al mattino successivo. La comunità ebraica aveva tentato di opporsi ma aveva solo ottenuto di rimandare questa disposizione. Il ghetto venne riaperto solo durante l'occupazione napoleonica e fu definitivamente eliminato solo con l'unità d'Italia. Intanto, nel 1683, il cardinale legato Niccolò Acciaiuoli tolse agli ebrei anche la possibilità di continuare a gestire i loro banchi di prestito e pegno.
La posizione del ghetto riguardò un'area centrale di origine medievale dalla forma approssimativa di un triangolo allungato. Il lato a nord fu l'antica via dei Sabbioni (poi via Mazzini), il lato occidentale fu via Vignatagliata mentre la via centrale, che si spingeva sino al limitare di via delle Scienze a est, fu via della Gattamarcia (poi via Vittoria). Ancora in tempi recenti l'antico quartiere ebraico ha conservato quasi inalterata la sua struttura urbana.

### Interventi sul sistema difensivo della città, la Fortezza
L'arrivo del nuovo governo papale portò notevoli mutamenti all'impianto difensivo costituito dalla cinta muraria che nel corso dei secoli, principalmente con Ercole I d'Este, aveva racchiuso la città rinascimentale. Alfonso I d'Este concluse l'opera di Ercole I ed Ercole II d'Este a partire dal 1546 integrò le mura più antiche, a sud, con un più moderno sistema a bastioni. Papa Clemente VIII inizio a pensare alla costruzione della Fortezza, addossata alla città nella sua parte a sud ovest. Il progetto venne poi realizzato da papa Paolo V, e per tale motivo fu anche chiamata cittadella di Paolo V. Per tale impresa fu necessario abbattere l'antico Castel Tedaldo, distruggere la delizia di Belvedere che si trovava su un'isola del Po, abbattere interi quartieri, chiese e monumenti medievali. Circa ventimila persone furono obbligate ad abbandonare i luoghi dove vivevano, la metà della popolazione cittadina. La costruzione della Fortezza fu inizialmente affidata all'architetto Giovan Battista Aleotti.